# Heshan (Hebi)
Der Stadtbezirk Heshan (chinesisch 鹤山区, Pinyin Hèshān Qū) gehört zum Verwaltungsgebiet der bezirksfreien Stadt Hebi in der Provinz Henan der Volksrepublik China. Heshan hat eine Fläche von 130,8 km² und zählt 129.800 Einwohner (Stand: Ende 2018).

## Administrative Gliederung
Auf Gemeindeebene setzt sich der Stadtbezirk aus fünf Straßenvierteln und zwei Gemeinden zusammen. 